# Épisodes du Prisonnier
Cet article présente le guide des épisodes de la série télévisée britannique Le Prisonnier (The Prisoner).

## Distribution
Sont crédités du statut d'acteurs principaux : 
- Patrick McGoohan (VF : Jacques Thébault) : Numéro 6
- Angelo Muscat : Le maître d'hôtel
- Peter Swanwick (en) : Le superviseur

Des acteurs invités se joignent à la distribution de chaque épisode, de manière plus ou moins récurrente.

## Épisodes

### Épisode 1:L'Arrivée
- Royaume-Uni : 29 septembre 1967 sur ITV1
- France : 18 février 1968 sur la deuxième chaîne

- Virginia Maskell (la femme)
- Guy Doleman (numéro 2, VF: Denis Savignat )
- Paul Eddington (Cobb)
- George Baker (le nouveau numéro 2, VF: Michel Gatineau )
- Barbara Yu Ling (chauffeur de taxi)
- Stephanie Randall (domestique)
- Jack Allen (médecin)
- Fabia Drake (assistante sociale)
- Denis Shaw (commerçant)
- Oliver MacGreevy (jardinier / électronicien)
- Frederick Piper (amiral en retraite)
- Patsy Smart (serveuse)
- Christopher Benjamin (directeur du bureau de placement)
- David Garfield (médecin de l'hôpital)
- Peter Brace (1er gardien)
- Keith Peacock (2e gardien)

- La date de naissance que donne le Prisonnier, 19 mars 1928, est celle de Patrick McGoohan. C'est l'un des nombreux éléments qui font que l'on confond le personnage et son auteur/acteur.
- On y fait la connaissance d'un personnage secondaire, le numéro 66, un ex-amiral, joueur d'échecs invétéré.

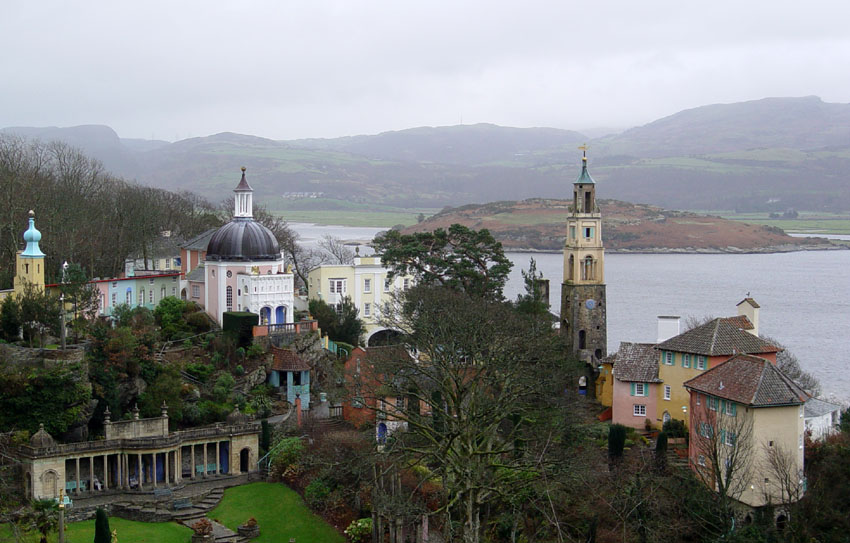
Portmeirion - Au premier plan à gauche, devant la place centrale, le bâtiment où se joue le concert qui permet à numéro 6 et une autre prisonnière de conspirer.
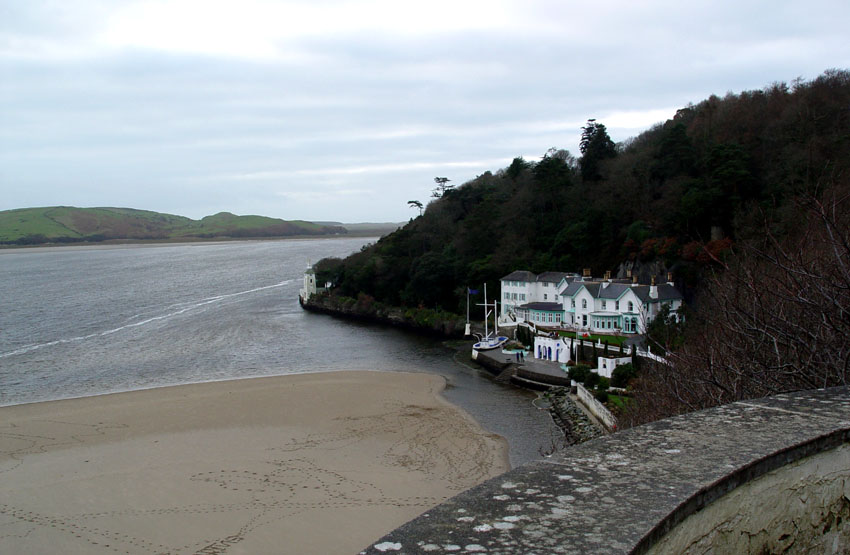
Portmeirion - la zone portuaire avec le bateau de béton et en face la maison de retraite, lieu de remise de l'électropasse au numéro 6 par une prisonnière
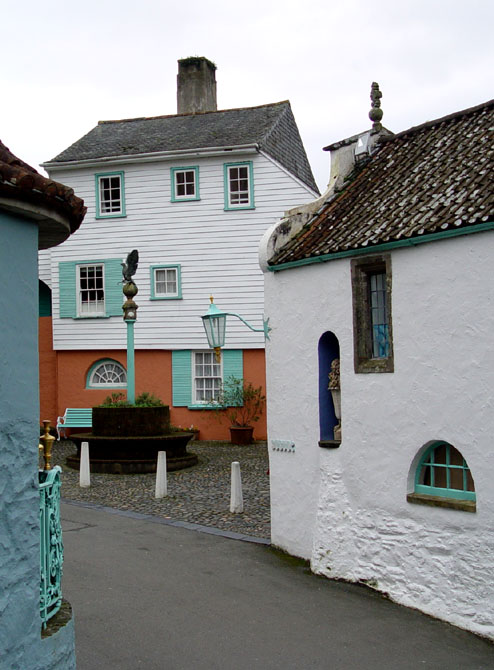
La maison sur la droite abrite le magasin du village, où numéro 6 souhaite acheter un plan des lieux.

### Épisode 2:Le Carillon de Big Ben
- Royaume-Uni : 6 octobre 1967 sur ITV1
- France : 31 mars 1968 sur la deuxième chaîne

- Leo McKern (numéro 2, VF: Louis Arbessier )
- Nadia Gray (Nadia Rokovsky, numéro 8)
- Finlay Currie (général)
- Richard Wattis (Fotheringay)
- Kevin Stoney (colonel J.)
- Christopher Benjamin (assistant du numéro 2)
- David Arlen (Karel)
- Hilda Barry (numéro 38)
- Jack Le White (premier juge)
- John Maxim (deuxième juge)
- Lucy Griffiths (troisième juge)

- Cet épisode révèle que c'est apparemment son propre service secret britannique d'attache qui l'a fait emprisonner au village, étant donné que ses supérieurs hiérarchiques jouent la comédie pour le faire parler sur les causes de son départ des services.
- Il existe une pré-version de cet épisode en VOst dont la musique est différente ainsi que certaines scènes.

### Épisode 3:A, B et C
- Royaume-Uni : 13 octobre 1967 sur ITV1
- France : 3 mars 1968 sur la deuxième chaîne

- Katherine Kath (Engadine)
- Sheila Allen (numéro 14)
- Colin Gordon (numéro 2)
- Peter Bowles ('A')
- Georgina Cookson (femme blonde)
- Annette Carell ('B')
- Lucille Soong (fleuriste)
- Bettina Le Beau (domestique)
- Terry Yorke (homme de main)
- Peter Brayham (homme de main)
- Bill Cummings (acolyte)

### Épisode 4:Liberté pour tous
- Royaume-Uni : 20 octobre 1967 sur ITV1
- France : 17 mars 1968 sur la deuxième chaîne

- Eric Portman (numéro 2)
- Rachel Herbert (numéro 58)

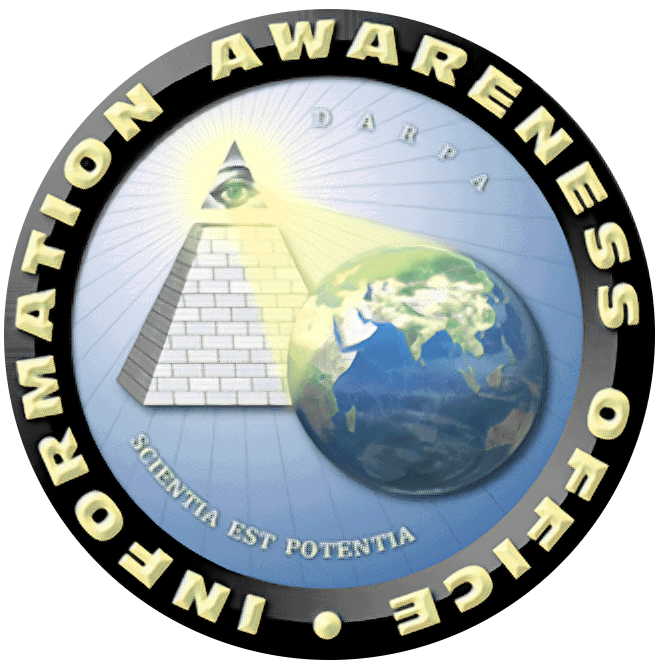
Exemple de pyramide surmontée d'un œil de la providence, ici le logo du Information Awareness Office.

- George Benson (directeur du bureau de placement)
- Harold Berens (journaliste)
- John Cazabon (homme dans la grotte)
- Dene Cooper (photographe)
- Kenneth Benda (superviseur)
- Holly Doone (serveuse)
- Peter Brace (premier mécanicien)
- Alf Joint (deuxième mécanicien)

### Épisode 5:Double personnalité
- Royaume-Uni : 27 octobre 1967 sur ITV1
- France : 10 mars 1968 sur la deuxième chaîne

- Jane Merrow (Alison / numéro 24)
- Anton Rodgers (numéro 2)
- Earl Cameron (superviseur)
- Gay Cameron (numéro 36)
- David Nettheim (médecin)
- Pat Keen (infirmière)
- Gerry Crampton (1er gardien)
- Dinny Powell (2e gardien)

### Épisode 6:Le Général
- Royaume-Uni : 3 novembre 1967 sur ITV1
- France : 7 mars 1968 sur la deuxième chaîne

- Colin Gordon (numéro 2)
- John Castle (numéro 12)
- Peter Howell (professeur)
- Al Mancini (présentateur)
- Betty McDowall (femme du professeur)
- Conrad Phillips (médecin)
- Michael Miller (conducteur)
- Keith Pyott (serveuse)
- Ian Fleming (client du café et premier homme au chapeau haut de forme)
- Norman Mitchell (mécanicien)
- Peter Bourne (projectionniste)
- George Leech (1er garde)
- Jack Cooper (2e garde)

Patrick McGoohan a expliqué son intention concernant cet épisode : mettre le doigt sur le lavage de cerveau que représentait la publicité télévisée.

### Épisode 7:Le Retour
- Royaume-Uni : 10 novembre 1967 sur ITV1
- France : 25 février 1968 sur la deuxième chaîne

- Donald Sinden (le colonel)
- Patrick Cargill (Thorpe)
- Georgina Cookson (Mme Butterworth)
- Brian Worth (colonel de l'armée de l'air)
- Richard Caldicot (commandant)
- Dennis Chinnery (Gunther)
- Jon Laurimore (Ernst)
- Niké Arrighi (gitane)
- Grace Arnold (domestique)
- Larry Taylor (gitan)

### Épisode 8:Danse de mort
- Royaume-Uni : 17 novembre 1967 sur ITV1
- France : 5 mai 1968 sur la deuxième chaîne

- Mary Morris (numéro 2)
- Duncan Macrae (médecin / Napoléon Bonaparte)
- Norma West (jeune fille)
- Aubrey Morris (crieur public / empereur romain)
- Bee Duffell (psychiatre)
- Camilla Hasse (superviseur de jour)
- Alan White (Dutton)
- Michael Nightingale (superviseur de nuit)
- Patsy Smart (domestique de nuit)
- Denise Buckley (domestique)
- George Merritt (facteur)
- John Frawley (fleuriste)
- Lucy Griffiths (femme dans le couloir)

### Épisode 9:Échec et mat
Pour les articles homonymes, voir Échec et mat (homonymie).
- Royaume-Uni : 24 novembre 1967 sur ITV1
- France : 24 mars 1968 sur la deuxième chaîne

- Ronald Radd (la tour)
- Patricia Jessel (1re psychiatre)
- Peter Wyngarde (numéro 2)
- Rosalie Crutchley (la reine)
- George Coulouris (homme à la canne)
- Bee Duffell (2e psychiatre)
- Basil Dignam (superviseur)
- Michael Danvers-Walker (peintre)
- Denis Shaw (commerçant)
- Victor Platt (assistant superviseur)
- Shivaun O'Casey (infirmière)
- Geoffrey Reed (capitaine)
- Terence Donovan (marin)
- Joe Dunne (1er garde)
- Romo Gorrara (2e garde)

### Épisode 10:Le Marteau et l'Enclume
- Royaume-Uni : 1er décembre 1967 sur ITV1
- France : 21 mars 1968 sur la deuxième chaîne

- Patrick Cargill (numéro 2)
- Victor Maddern (chef d'orchestre)
- Basil Hoskins (numéro 14)
- Norman Scace (psychiatre)
- Derek Aylward (nouveau superviseur)
- Hilary Heath (numéro 73)
- Arthur Gross (opérateur de la salle de contrôle)
- Victor Woolf (commerçant)
- Michael Segal (technicien de laboratoire)
- Margo Andrew (vendeuse)
- Susan Sheers (experte en code secret)
- Jack Cooper (1er garde)
- Fred Haggerty (2e garde)
- Eddie Powell (3e garde)
- George Leech (4e garde)

Le titre est une référence à Goethe, qui écrivit Du musst Amboss oder Hammer sein (« Vous devez être une enclume ou un marteau »).
Le Numéro 2 en poste s'avère être Thorpe, un responsable des services secrets auxquels appartenait le Numéro 6, celui-ci apparaissant dans l'épisode 7 : "Le retour", durant lequel il montrait une attitude dubitative et méprisante concernant les révélations du personnage de Patrick McGoohan sur sa mystérieuse prison.
À cette occasion, on commence à deviner l'identité réelle du Numéro 6 en tant que Numéro 1 et son véritable rôle au cœur du Village (qui n'est rien d'autre qu'un pénitencier de haute-sécurité pour V.I.P. dont il doit évaluer "de l'intérieur" le comportement des responsables en tant que prisonnier) puisqu'il a visiblement le pouvoir de sanctionner directement et sévèrement les Numéros 2 (par la démission et/ou le suicide) pour leurs méthodes quand il les juge autant indignes et inutilement sadiques qu'inefficaces.

### Épisode 11:L'Enterrement
- Royaume-Uni : 8 décembre 1967 sur ITV1
- France : 14 avril 1968 sur la deuxième chaîne

- Derren Nesbitt (nouveau numéro 2)
- Annette Andre (fille de l'horloger)
- Mark Eden (numéro 100)
- Andre Van Gyseghem (numéro 2)
- Martin Miller (horloger / numéro 54)
- Wanda Ventham (technicien à l'ordinateur)
- Mark Burns (assistant du numéro 2)
- Charles Lloyd Pack (artiste)
- Grace Arnold (numéro 36)
- Arthur White (marchand)
- Michael Bilton (conseiller)
- Gerry Crampton (adversaire au Kosho)

### Épisode 12:J'ai changé d'avis
- Royaume-Uni : 15 décembre 1967 sur ITV1
- France : 28 avril 1968 sur la deuxième chaîne

- Angela Browne (numéro 86)
- John Sharp (numéro 2)
- George Pravda (médecin)
- Kathleen Breck (numéro 42)
- Thomas Heathcote (lobotomisé)
- Bartlett Mullins (président du comité)
- Michael Miller (numéro 93)
- Joseph Cuby (1er membre du groupe social)
- Michael Chow (2e membre du groupe social)
- June Ellis (numéro 48)
- John Hamblin (1er attaquant)
- Michael Billington (2e attaquant)

Une petite erreur s'est glissée dans le tournage : on voit à un certain moment une berline blanche passer au loin dans une rue du village. Sans doute une rue qui n'avait pas été bloquée et qui n'était pas supposée apparaître.

### Épisode 13:L'Impossible Pardon
- Royaume-Uni : 22 décembre 1967 sur ITV1
- France : 1er avril 1991 sur M6

- Zena Walker (Janet)
- Clifford Evans (numéro 2)
- Nigel Stock (le colonel / numéro 6 / Seltzman)
- Hugo Schuster (Seltzman / le colonel)
- John Wentworth (Sir Charles)
- James Bree (Villiers)
- Lloyd Lamble (Stapleton)
- Patrick Jordan (Danvers)
- Lockwood West (responsable du magasin d'appareils photo)
- Fredric Abbott (Potter)
- Gertan Klauber (serveur)
- Henry B. Longhurst (vieux client)
- Michael Danvers-Walker (1er homme)
- John Nolan (jeune client)

### Épisode 14:Musique douce
- Royaume-Uni : 29 décembre 1967 sur ITV1
- France : 8 avril 1991 sur M6

- Alexis Kanner (l'enfant)
- David Bauer (le juge / numéro 2)
- Valerie French (Kathy)
- Gordon Tanner (doyen de la ville)
- Gordon Sterne (spectateur)
- Michael Balfour (Will)
- Larry Taylor (Sam)
- Monti DeLyle (dignitaire)
- Douglas Jones (vendeur de chevaux)
- Bill Nick (1er tireur)
- Leslie Crawford (2e tireur)
- Frank Maher (3e tireur)
- Max Faulkner (1er cavalier)
- Bill Cummings (2e cavalier)
- Eddie Eddon (3e cavalier)

### Épisode 15:La Mort en marche
- Royaume-Uni : 19 janvier 1968 sur ITV1
- France : 15 avril 1991 sur M6

- Kenneth Griffith (Schnipps / numéro 2)
- Justine Lord (Sonia)
- Christopher Benjamin (Potter)
- Michael Brennan (Karminski-le-tueur)
- Harold Berens (arbitre)
- Sheena Marshe (serveuse au bar)
- Max Faulkner (Napoleon écossais)
- John Rees (Napoleon gallois)
- Joe Gladwin (Napoleon irlandais)
- John Drake (lanceur de balles)
- Gaynor Steward (petite fille)
- Graham Steward (1er petit garçon)
- Stephen Howe (2e petit garçon)

### Épisode 16:Il était une fois
- Royaume-Uni : 25 janvier 1968 sur ITV1
- France : 7 mars 1984 sur TF1

- Leo McKern (numéro 2)
- John Cazabon (l'homme au parapluie)
- John Maxim (numéro 86 — scènes supprimées)

### Épisode 17:Le Dénouement
- Royaume-Uni : 1er février 1968 sur ITV1
- France : 12 mai 1968 sur la deuxième chaîne

- Leo McKern (numéro 2)
- Kenneth Griffith (le président)
- Alexis Kanner (numéro 48)
- Michael Miller (le délégué)

À la suite de la demande du numéro 6, le superviseur l'emmène voir le numéro 1, accompagnés du majordome nain. Une première salle révèle un mannequin avec un masque aux traits du numéro 6, portant un costume de ville à sa taille, qu'il enfile.

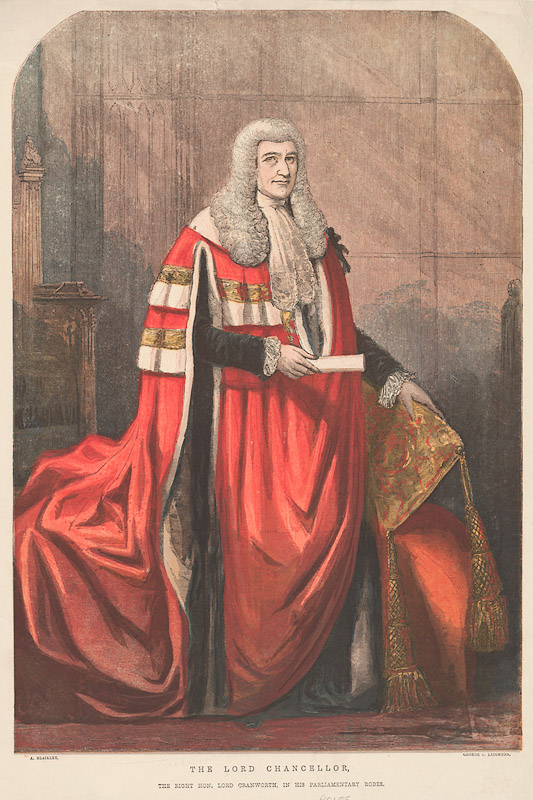
Costume de juge britannique tel qu'en porte le personnage du juge dans l'épisode 17

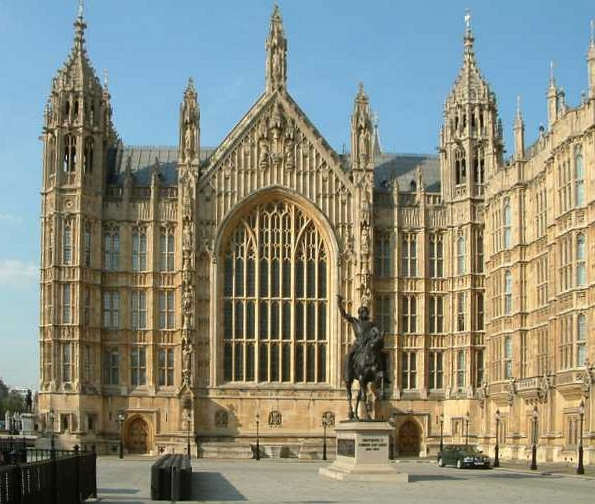
Scène finale du Prisonnier, l'ex-numéro 2 regagne le Palais de Westminster.

Suit un couloir avec juke-box passant All You Need Is Love des Beatles. Il découvre une étrange assemblée représentant tout l'éventail de l'échiquier politique démocratique sous une robe blanche et un masque bicolore noir/blanc mi-triste, mi-souriant, rappelant ceux de la commedia dell'arte. Parmi les factions idéologiques représentées, on peut citer les tenants de l'État providence (Welfare state), les pacifistes, les activistes puis des représentants de valeurs ou d'actes comme l'identification, la sécurité, les défecteurs, l'éducation, la thérapie, les réactionnaires, les nationalistes, également les jeunistes (youngsters), le divertissement, la récréation, les anarchistes, les personnes âgées.
Des gardes en armes sont disposés dans la salle. Les deux personnages familiers de la salle de contrôle du superviseur en rotation chacun à l'extrémité d'une tige se retrouvent ici mais n'ont pas d'outillage apparenté à une caméra de surveillance mais bien une mitrailleuse chacun. Il semble que la force persuasive ait fait place à une force plus brute. Ils gardent également l'accès par puits au repaire du numéro 1 ainsi qu'aux cellules Orbit, où sont enfermés les numéros 2 et 48.
L'assemblée juge deux personnes, le numéro 48 (apparu dans l'épisode Musique douce sous le numéro 8) et le précédent numéro 2, sous le regard du numéro 6, que l'on a assis sur un trône. L'ordinateur géant de la salle arbore un numéro 1 peint en rouge vif, il dispose d'un œil-caméra semblable à celui se trouvant dans la salle habituelle du numéro 2. Lors de son procès, le numéro 2 fixe l'œil de la caméra, ce que le règlement interdit, et lui dit « qui que vous soyez, quoi que vous soyez, (...) vous ne m'hypnotisez plus, c'est trop tard ». La machine se met alors à chauffer et le juge fait évacuer le numéro 2. À la fin du Village, étant couplé avec une fusée, il décolle vers le ciel.
Le juge qui mène le procès, vêtu comme dans une cour de justice britannique, prononce l'éloge du numéro 6 et lui indique qu'il peut à son choix retrouver la liberté ou devenir leur nouveau chef, car il est le seul à avoir surmonté sans dommages toutes les épreuves. Un discours lui est demandé, mais est interrompu systématiquement à chaque prise de parole par les bravos de la salle masquée et encapuchonnée, ce qui semble pour la première fois déstabiliser réellement le héros. L'audience, d'allure peu sérieuse, entonne même la chanson Dem Bones. Numéro 6 rejoint alors le « numéro 1 », dans son repaire, en fait la salle de contrôle de la fusée, où se trouvent plusieurs globes terrestres. Il porte la même robe à capuche blanche et le même masque grimaçant noir/blanc que les autres mais arbore un gros « numéro 1 » cerclé sur sa robe blanche. Numéro 6 lui arrache son masque grimaçant, derrière se trouve un masque de gorille, puis le propre visage de numéro 6 apparaìt. Le numéro 1 s'enfuit alors sans un mot d'explication.
L'ex-numéro 6 s'allie alors avec le numéro 2, le numéro 48 et le majordome nain : ensemble, ils assomment des gardes, prennent leurs armes, attaquent la salle principale et remportent la victoire. Ils regagnent alors dans un esprit bon enfant - qui surprend un automobiliste - Londres, où se séparent leurs chemins. Le majordome reste cependant en compagnie du héros. Numéro 2 regagne le Palais de Westminster où, peut-être, il occupe une fonction politique (il est en effet salué par le garde, et entre par la porte des membres du Parlement). Le nain majordome entre finalement dans la maison du n°6 et la porte s'ouvre de la même manière que celles du « village ». De plus, on peut voir que le numéro de sa demeure est à présent le ... n°1 !